# José Luis Pérez Canca
José Luis Pérez Canca, meist nur Pérez Canca, (* 8. Mai 1971 in Málaga; † 10. September 2015 in Fuengirola) war ein spanischer Handballspieler.

## Karriere

### Verein
Pérez Canca lernte das Handballspielen in seiner Heimatstadt bei Maristas de Málaga, wo er ab 1990 auch in der Liga ASOBAL auflief. In der Saison 1994/95 musste er mit Málaga in die zweite spanische Liga absteigen. Im Sommer 1996 nahm der Erstligist Ademar León den 1,83 m großen mittleren Rückraumspieler unter Vertrag. In den Spielzeiten 1996/97, 1998/99 und 1999/2000 wurde er mit León Vizemeister. Zudem gewann er in der Saison 1998/99 die Copa ASOBAL und den Europapokal der Pokalsieger. Zur Saison 2000/01 verpflichtete ihn der aufstrebende Erstligist BM Ciudad Real, mit dem er das Finale der Copa del Rey 2000/01 und 2001/02 erreichte und im dritten Anlauf 2002/03 den Titel gewann. Im Europapokal der Pokalsieger 2001/02 und 2002/03 gewann er weitere internationale Titel. Nach der Vizemeisterschaft 2002/03 verließ der Spielmacher Ciudad Real und schloss sich BM Granollers an, mit dem er sich im Mittelfeld der Liga platzierte. Über das Viertelfinale im EHF-Pokal 2004/05 und im Europapokal der Pokalsieger 2005/06 kam er nicht mehr hinaus. Ab 2008 spielte er noch zwei Jahre bei Club Balonmano Antequera.

### Nationalmannschaft
In der spanischen Nationalmannschaft debütierte Pérez Canca beim 28:26 gegen Norwegen am 22. Januar 1997 in Hamar. Im Sommer 1997 gewann er mit Spanien die Bronzemedaille bei den Mittelmeerspielen 1997. Bei der Europameisterschaft 1998 warf er zwei Tore in fünf Spielen und gewann mit der „Selección“ die Silbermedaille. Bei der Weltmeisterschaft 1999 traf der Rückraumspieler sechsmal in drei Partien und belegte mit Spanien den vierten Platz. Sein letztes Länderspiel absolvierte er am 14. September 2001 im verlorenen Spiel um Bronze bei den Mittelmeerspielen. Insgesamt bestritt „Pepelu“ 28 Länderspiele, in denen er 40 Tore erzielte.

## Privates
Am 10. September 2015 starb Pérez Canca im Alter von 44 Jahren an Bauchspeicheldrüsenkrebs. Er hinterließ seine Frau und eine Tochter.
Im Januar 2019 wurde ihm zu Ehren die Sporthalle des CD Carranque in Málaga in „Pabellón José Luis Pérez Canca“ umbenannt.